# Метеора (дим)
Мете́ора (греч. Δήμος Μετεώρων) — община (дим) в Греции. Входит в периферийную единицу Трикала в периферии Фессалия. Население 21 991 житель по переписи 2011 года. Площадь общины — 1658,28 квадратного километра. Плотность — 13,26 человека на квадратный километр. Административный центр — Каламбака. Димархом на местных выборах 2019 года избран Теодорос Алекос (Θεόδωρος Αλέκος).
Сообщество Каламбака создано в 1912 году (ΦΕΚ 261Α), в 1946 году (ΦΕΚ 290Α) создана община Каламба́ка (греч. Δήμος Καλαμπάκας). В 2010 году (ΦΕΚ 87Α) по программе «Калликратис» к общине Каламбака присоединены упразднённые общины Василики, Кастанея, Клинон, Малакасион, Тимфея и Хасия, а также сообщество Аспропотамос. В 2018 году (ΦΕΚ 133Α) община Каламбака переименована в общину Метеора.